# Peugeot Expert
Il Peugeot Expert è un veicolo commerciale leggero prodotto dalla casa automobilistica francese Peugeot a partire dal luglio 1995. Nel 2016 ne è stata presentata la terza generazione.

## Storia

### Prima generazione
Il Peugeot Expert nasce nel 1995 da un progetto analogo a quello di poco tempo prima. L'anno precedente, da una joint-venture tra il Gruppo Fiat e il Gruppo PSA nacquero 4 monovolume prodotte con i marchi Peugeot, Citroën, FIAT e Lancia. Analogamente a tale progetto, si decise di utilizzare lo stesso pianale per realizzare tre veicoli commerciali. L'unico marchio che non sarebbe stato utilizzato per commercializzare questi mezzi fu la Lancia. Il modello marchiato con il logo Peugeot prese appunto il nome di Expert, ma fu prodotto anche come Fiat Scudo e Citroën Jumpy.

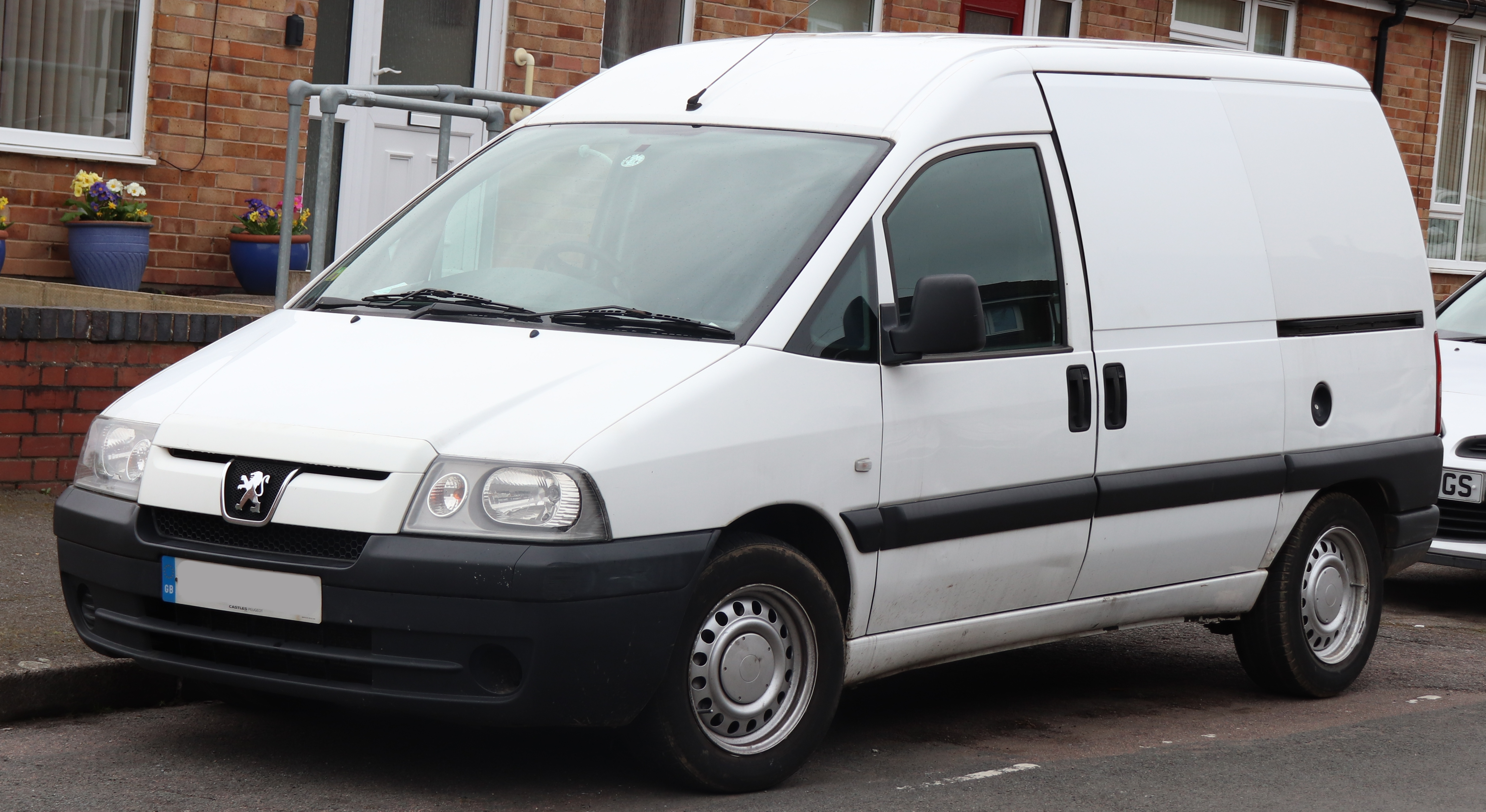
Frontale del Peugeot Expert dopo il restyling del 2004

Conobbe un buon successo commerciale in madrepatria grazie alla sua capacità di combinare dimensioni relativamente ridotte e una buona capacità di carico, che arrivava fino a 900 kg di carico massimo in un cassone posteriore che poteva arrivare a 4 metri cubi di volume. Era prodotto anche come monovolume sino a sette posti e in una versione che prevedeva la sola cabina di guida già carrozzata, mentre la parte posteriore del telaio era completamente a nudo per permettere di convertirlo in altre versioni non ufficialmente a listino. La scelta dei motori comprendeva inizialmente un propulsore 1.6 a benzina da 80 CV e due propulsori a gasolio da 1.9 litri (uno aspirato con potenza di 71 CV ed uno turbocompresso con potenza di 92 CV).
Nel 2004 fu sottoposto ad un deciso restyling, specie nel frontale, che interessò anche le sue due "sorelle". Per l'occasione fu pensionato il propulsore a benzina e il 1.9 turbodiesel e fu introdotto un 2.0 HDI da 95 CV. Tutti i motori utilizzati erano PSA.

### Seconda generazione
Nella seconda serie, analoga a Fiat Scudo e Citroen Jumpy, la capacità di carico risulta ulteriormente aumentata, fino a nove posti per la versione destinata al trasporto passeggeri e fino a 1.200 kg di portata utile in 7 m3 di spazio per le versioni destinate al trasporto merci. Le motorizzazioni sono tutte Euro IV diesel in due cilindrate da 1,6 e 2,0 litri (una delle quali dotata anche di FAP). Con il suo lancio è entrato a far parte della gamma la versione Expert Tepee in cui il design degli interni si deve a Pininfarina.
Questa versione è stata notevolmente ridisegnata anche esternamente: il frontale è molto più moderno e riprende la linea della versione italiana, con linee più squadrate e spigolose e gruppi ottici posti più in alto e di maggiori dimensioni.
Il Peugeot Expert di seconda generazione è stato insignito del titolo di "Van of the Year 2008" assieme ai suoi cugini.
Nel 2012 questo modello viene sottoposto ad un restyling di mezza età, comprendente un leggero ridisegnamento di fari e calandra. La gamma motori viene ugualmente aggiornata e vede l'arrivo di un nuovo motore 2.0 HDi da 163 CV in luogo del precedente da 160 CV. Questa nuova motorizzazione viene abbinata di serie ad un cambio automatico a 6 rapporti. Dal luglio 2013, l'Expert viene venduto anche a marchio Toyota come la prima serie del Toyota ProAce.
In quel periodo viene sciolto il rapporto di collaborazione fra gruppo PSA e Fiat Group, quest'ultimo ormai confluito nel colosso FCA. Il gruppo automobilistico francese trova quindi un altro alleato industriale proprio nella Toyota, con cui avvia il nuovo progetto destinato fra l'altro alla realizzazione del nuovo Jumpy.

### Terza generazione

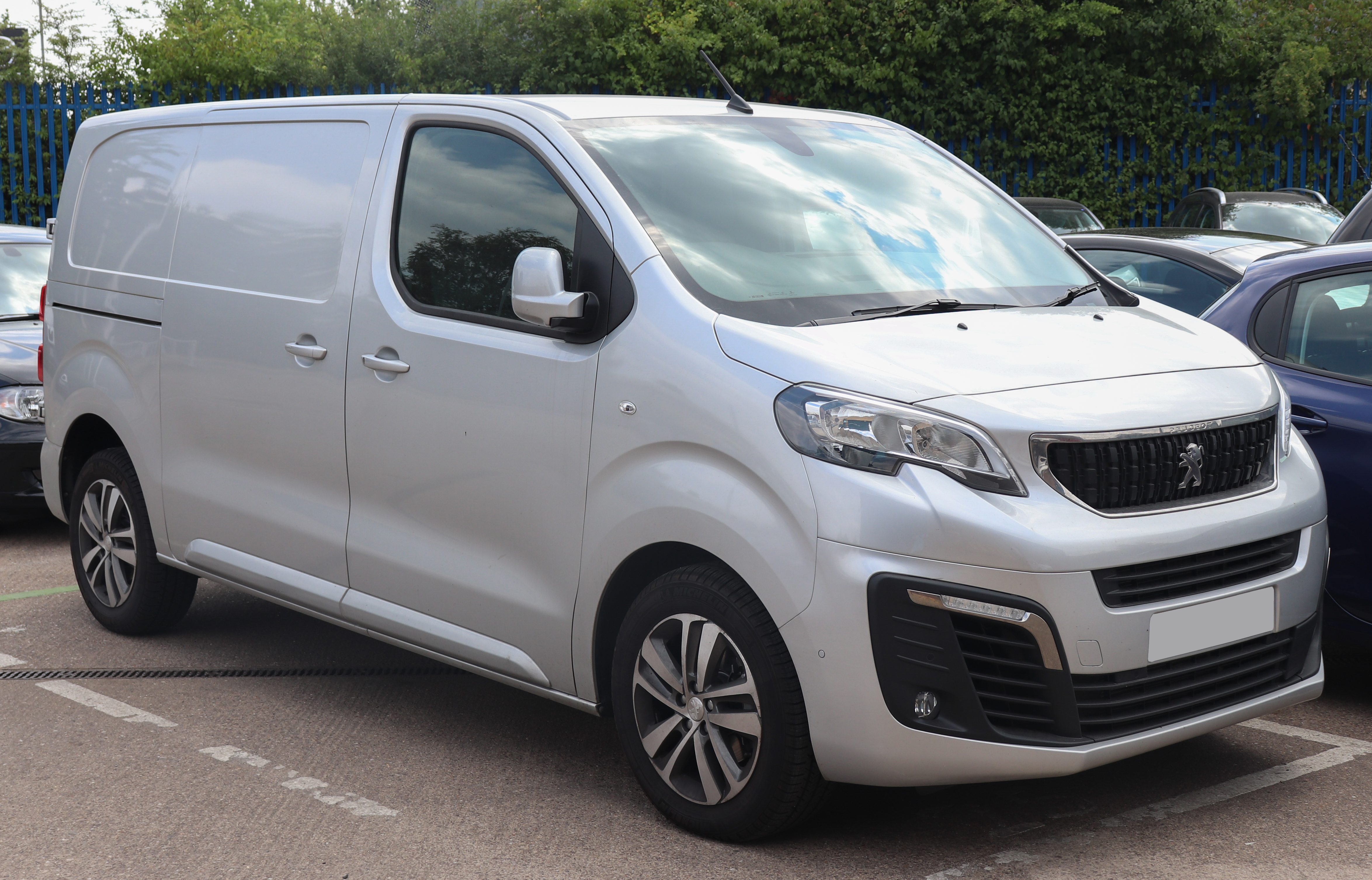
Peugeot Expert III (2016-)

Nel 2016 fu la volta della terza generazione del furgone Expert, frutto di un progetto sviluppato, come già detto, assieme a Toyota, che ne derivò anch'essa un mezzo commerciale da inserire nella propria gamma. L'ex-partner italiano, ormai appartenente al gruppo FCA, o stipulerà un accordo con Renault per la rimarchiatura del Renault Trafic III come Fiat Talento per sostituire lo Scudo). Quanto al nuovo Expert, esso è la versione per trasporto merci di una nuova monovolume denominata Spacetourer, la quale avrebbe sostituito anche il vecchio Citroën C8. Inoltre, grazie all'ingresso in PSA del marchio Opel, dal 2019 l'Expert sarà venduto anche come la terza generazione dell'Opel Vivaro (creato in origine con Renault per il gemello del Renault Trafic).
Al suo debutto l'expert viene previsto nelle seguenti quattro motorizzazioni, tutte a gasolio, turbocompresse e con alimentazione ad iniezione diretta:
- 1.5 BlueHDi 100: motore DV5RD da 1499 cm³ con una potenza massima di 100CV e una coppia di 270Nm dal 2018 al 2022
- 1.5 BlueHdi 120: motore DV5RC da 1499 cm³ con una potenza massima di 120CV e una coppia di 300Nm dal 2018
- 2.0 BlueHDi 140: motore DW10FD con cilindrata di 2.000 cm³ e potenza massima di 140 CV e una coppia di 370Nm dal 2017
- 2.0 BlueHDi 180: motore DW10FC da 2.000 cm³ e con potenza massima di 180 CV e una coppia di 400Nm dal 2016
- e-Expert/Traveller: motore elettrico da 136CV di potenza massima e 260Nm di coppia dal 2020.

Fermo restando il consueto schema meccanico a motore anteriore trasversale e a trazione anteriore, l'expert è stato previsto in tre varianti di trasmissione a seconda della motorizzazione: il 1.6 BlueHDi di base da 95 CV è previsto in abbinamento con un cambio manuale a 5 marce e la versione di punta da 177 CV è invece abbinata ad un cambio automatico a 6 rapporti, mentre le motorizzazioni intermedie montano un cambio manuale a 6 marce.
Nel 2019 viene rivista la lista dei motori dove scompare il 1.6 BlueHDi da 95CV e da 115CV in favore del nuovo 1.5 BlueHDi da 120CV inoltre viene anche rinnovato il cambio con l'entrata del nuovo EAT8 a 8 rapporti.
Nel 2020 viene reso disponibile in versione elettrica denominato e-Expert il quale monta una batteria da 50kWo da 75Kw con una tensione di 400V e un motore con riduttore da 136CV e 260Nm di coppia montato all'anteriore con un'autonomia di 400km. Nello stesso anno viene rivisto con un restyling il quale va a modificare lo stile esterno con un nuovo frontale e un nuovo interno per allinearsi alla gamma Peugeot del 2023.